# Championnat du Chili de football 1982
Navigation
Saison précédente Saison suivante
La saison 1982 du Championnat du Chili de football est la cinquantième édition du championnat de première division au Chili. Les seize meilleurs clubs du pays sont regroupés au sein d'une poule unique où elles s'affrontent deux fois, à domicile et à l'extérieur. En fin de saison, afin de faire passer le championnat à 22 équipes, les deux derniers du classement sont relégués et remplacés par les cinq meilleurs clubs de Segunda Division, la deuxième division chilienne tandis que les 13e et 14e disputent un barrage de promotion-relégation face aux 6e et 7e de D2. 
C'est le Club de Deportes Cobreloa qui remporte le championnat cette saison après avoir terminé en tête du classement final, avec quatre points d'avance sur le tenant du titre, Colo Colo et six sur un duo composé du CF Universidad de Chile et du Deportes Magallanes. C'est le deuxième titre de champion du Chili de l'histoire du club, qui, depuis son accession en première division il y a cinq saisons, a toujours terminé à l'une des deux premières places.
La fédération chilienne prend une autre mesure assez spéciale puisqu'elle décide, en fin de saison, de maintenir le dernier du classement, le CSD Rangers, grâce au fait que le club a la meilleure moyenne de spectateurs de toutes les équipes de première division.

## Les clubs participants
| - Colo Colo - CD Universidad Católica - CF Universidad de Chile - Unión Española - Club de Deportes Iquique - Deportes Naval de Talcahuano - Club de Deportes Cobreloa - Deportes La Serena | - CD San Marcos de Arica - Promu de Segunda Division - Club Deportivo O'Higgins - CD Santiago Morning - Promu de Segunda Division - CSD Rangers - Promu de Segunda Division - Club Deportivo Palestino - Deportes Magallanes - Regional Atacama - Promu de Segunda Division - Audax Italiano |

## Compétition
Le barème utilisé pour établir le classement est le suivant :
- Victoire : 2 points
- Match nul : 1 point
- Défaite : 0 point

### Classement
| Rang | Équipe                       | Pts | J  | G  | N  | P  | Bp | Bc | Diff |
| ---- | ---------------------------- | --- | -- | -- | -- | -- | -- | -- | ---- |
| 1    | Club de Deportes Cobreloa +1 | 45  | 30 | 19 | 6  | 5  | 69 | 23 | +46  |
| 2    | Colo ColoT C +2              | 41  | 30 | 14 | 11 | 5  | 41 | 21 | +20  |
| 3    | CF Universidad de Chile +1   | 39  | 30 | 14 | 10 | 6  | 58 | 38 | +20  |
| 4    | Deportes Magallanes          | 39  | 30 | 15 | 9  | 6  | 63 | 38 | +25  |
| 5    | Deportes Naval de Talcahuano | 38  | 30 | 14 | 10 | 6  | 52 | 33 | +19  |
| 6    | CD Universidad Católica +1   | 38  | 30 | 13 | 11 | 6  | 50 | 33 | +17  |
| 7    | Club Deportivo O'Higgins     | 34  | 30 | 12 | 10 | 8  | 48 | 39 | +9   |
| 8    | Club de Deportes Iquique     | 30  | 30 | 12 | 6  | 12 | 39 | 44 | -5   |
| 9    | Regional Atacama P           | 28  | 30 | 10 | 8  | 12 | 36 | 43 | -7   |
| 10   | CD San Marcos de Arica P     | 28  | 30 | 11 | 6  | 13 | 37 | 47 | -10  |
| 11   | Audax Italiano               | 27  | 30 | 10 | 7  | 13 | 41 | 44 | -3   |
| 12   | Unión Española               | 25  | 30 | 10 | 5  | 15 | 39 | 56 | -17  |
| 13   | Club Deportivo Palestino     | 24  | 30 | 6  | 12 | 12 | 30 | 44 | -14  |
| 14   | Deportes La Serena           | 19  | 30 | 5  | 9  | 16 | 26 | 53 | -27  |
| 15   | CD Santiago Morning P        | 15  | 30 | 4  | 7  | 19 | 34 | 58 | -24  |
| 16   | CSD Rangers P                | 15  | 30 | 5  | 5  | 20 | 25 | 74 | -49  |

|  | Qualification pour la Copa Libertadores 1983                                     |
|  | Qualification pour la Liguilla pré-Libertadores                                  |
|  | Participation au barrage de promotion-relégation                                 |
|  | Relégation directe en Segunda Division                                           |
|  | T : Tenant du titre C : Vainqueur de la Copa Chile P : Promu de Segunda Division |

- Les résultats obtenus en Copa Chile donnent un bonus pris en compte dans le classement final : le vainqueur obtient deux points de bonification, les trois demi-finalistes ont un point.

### Liguilla pré-Libertadores
| Rang | Équipe                       | Pts | J | G | N | P | Bp | Bc | Diff |  | Résultats (▼ dom., ► ext.)   | Colo | Univ | Maga | Nava |
| ---- | ---------------------------- | --- | - | - | - | - | -- | -- | ---- |  | ---------------------------- | ---- | ---- | ---- | ---- |
| 1    | Colo Colo                    | 5   | 3 | 2 | 1 | 0 | 5  | 2  | +3   |  | Colo Colo                    |      | 3-2  |      | 2-0  |
| 2    | CF Universidad de Chile      | 4   | 3 | 2 | 0 | 1 | 9  | 5  | +4   |  | CF Universidad de Chile      |      |      | 4-1  | 3-1  |
| 3    | Deportes Magallanes          | 3   | 3 | 1 | 1 | 1 | 2  | 4  | -2   |  | Deportes Magallanes          | 0-0  |      |      | 1-0  |
| 4    | Deportes Naval de Talcahuano | 0   | 3 | 0 | 0 | 3 | 1  | 6  | -5   |  | Deportes Naval de Talcahuano |      |      |      |      |

|  | Qualification pour la Copa Libertadores 1983 |

### Barrage de promotion-relégation
- Les clubs classés 12e et 13e de Primera Division retrouvent les 6e et 7e de Segunda Division en poule de promotion-relégation. Les deux premiers du classement accèdent ou se maintiennent en première division.

| Rang | Équipe                         | Pts | J | G | N | P | Bp | Bc | Diff |  | Résultats (▼ dom., ► ext.)     | Unio | Pale | Cale | Cobr |
| ---- | ------------------------------ | --- | - | - | - | - | -- | -- | ---- |  | ------------------------------ | ---- | ---- | ---- | ---- |
| 1    | Unión Española                 | 5   | 3 | 2 | 1 | 0 | 6  | 3  | +3   |  | Unión Española                 |      | 3-2  | 2-0  | 1-1  |
| 2    | Club Deportivo Palestino       | 4   | 3 | 2 | 0 | 1 | 7  | 5  | +2   |  | Club Deportivo Palestino       |      |      | 4-2  | 1-0  |
| 3    | Unión Calera (D2)              | 2   | 3 | 1 | 0 | 2 | 3  | 6  | -3   |  | Unión Calera (D2)              |      |      |      | 1-0  |
| 4    | Club de Deportes Cobresal (D2) | 1   | 3 | 0 | 1 | 2 | 1  | 3  | -2   |  | Club de Deportes Cobresal (D2) |      |      |      |      |

|  | Maintien en Primera Division |

## Bilan de la saison
| Championnat du Chili de football 1982 | |
| Champion                              | Club de Deportes Cobreloa (2e titre) |
| Coupes et trophées                    | |
| Vainqueur de la Coupe du Chili 1982   | Colo Colo |
| Qualifications continentales          | |
| Copa Libertadores 1983                | Club de Deportes Cobreloa |
| Copa Libertadores 1983                | Colo Colo |
| Promotions et relégations             | |
| Promus en Primera División            | Santiago Wanderers CD Arturo Fernandez Vial CD Everton de Viña del Mar CD Trasandino de Los Andes Unión San Felipe Club de Deportes Antofagasta Green Cross-Temuco Club Deportivo Huachipato |
| Relégués en Segunda División          | Deportes La Serena CD Santiago Morning |